# Aeroportul Francisco de Sá Carneiro Porto
Aeroportul Francisco de Sá Carneiro Porto (în portugheză Aeroporto do Porto) (IATA: OPO, ICAO: LPPR) este un aeroport din Zona metropolitană Porto⁠(d), Portugalia ce deservește zona Porto. Aeroportul a fost tranzitat în decembrie 2022 de 978.501 pasageri. A fost deschis în 1945 și numit după Francisco de Sá Carneiro⁠(d).
Situat la o altitudine de 69 m, aeroportul dispune de 1 pistă. Este operat de ANA – Aeroportos de Portugal⁠(d).

## Infrastructură

### Piste
Aeroportul dispune de o singură pistă. Pista are orientarea 17/35.

## Destinații
Acest aeroport nu are deocamdată legături directe cu România.